# Peter Englund
Peter Englund (Boden, 4 aprile 1957) è uno scrittore, storico e saggista svedese entrato a far parte dell'Accademia Svedese dal 2002 per la quale ha ricoperto il ruolo di segretario permanente dal 1º giugno 2009 al 31 maggio 2015.

## Biografia
Ha fatto parte dell'esercito svedese per quindici mesi nel reggimento di Norrbotten, sede in Boden.
All'Università di Uppsala ha studiato archeologia, storia e filosofia teorica, completando i suoi studi nel 1983 e ottenendo anche un dottorato, terminato nel 1989 con una tesi intitolata Det hotade huset (Una casa in pericolo), riguardante la nobiltà svedese nel XVII secolo. Durante il suo periodo di dottorato, ha lavorato per un breve periodo presso i servizi segreti militari svedesi e l'anno prima della sua conclusione degli studi, pubblica il libro Poltava in cui ha descritto dettagliatamente la Campagna di Poltava.
Nel 1993 ha ricevuto il premio August e nel 2002 il Premio Selma Lagerlöf per la letteratura. Sempre nel 2002, è stato eletto membro dell'Accademia Svedese, dove succede a Horace Engdahl come segretario permanente a partire dal 1º giugno 2009.
I suoi saggi riguardano soprattutto la storia, in particolar modo l'Impero svedese, ma anche altri eventi storici. Questi libri hanno riscontrato molta popolarità in Europa, specialmente in Germania e in Repubblica Ceca.
Nel dicembre 2022, Englund vince il Premio Fiuggi Storia Europa, assegnato dalla Fondazione Giuseppe Levi Pelloni a storici europei impegnati nella ricerca sul XX secolo.

## Opere
- Poltava, la battaglia che sconvolse l'Europa (Poltava: berättelsen om en armés undergång, 1988), Collana La clessidra di Clio, Gorizia, LEG, 2023, ISBN 978-88-610-2821-0.
- Det hotade huset, 1989 (tesi di dottorato)
- Förflutenhetens landskap: historiska essäer, Bokförlaget Atlantis, 1991, ISBN 91-7486-116-6
- Ofredsår: om den Svenska Stormaktstiden och en man i dess mitt, Bokförlaget Atlantis, 1993, ISBN 91-7486-349-5
- Brev från nollpunkten : historiska essäer, Bokförlaget Atlantis, 1996, ISBN 91-7486-231-6
- Den oövervinnerlige: om den svenska stormaktstiden och en man i dess mitt, Bokförlaget Atlantis, 2000, ISBN 91-7953-083-4
- Det hotade huset: adliga föreställningar om samhället under stormaktstiden, Bokförlaget Atlantis, 2002, ISBN 91-7486-622-2
- Ramona, 2002 (sceneggiatura per la serie tv)
- Tystnadens historia och andra essäer, Bokförlaget Atlantis, 2003, ISBN 91-7486-766-0
- Jag skall dundra, con Kristian Petri, Albert Bonniers förlag, 2005, ISBN 91-0-010713-1
- Silvermasken: en kort biografi över drottning Kristina, Albert Bonniers förlag, 2006, ISBN 91-0-010319-5
- Spegelscener, 2006 (Bonniers julbok)
- La bellezza e l'orrore. La Grande Guerra in diciannove destini (Stridens skönhet och sorg: första världskriget i 212 korta kapitel, 2008), trad. di Katia De Marco e Laura Cangemi, Collana Supercoralli, Torino, Einaudi, 2012, ISBN 978-88-062-0388-7.
- Stridens skönhet och sorg 1914 – första världskrigets inledande år i 67 korta kapitel, Natur & Kultur, nyutgåva, 2014, ISBN 978-91-27-13976-3
- Stridens skönhet och sorg 1915 – första världskrigets andra år i 108 korta kapitel, Natur & Kultur, 2015, ISBN 978-91-27-14053-0
- Stridens skönhet och sorg 1916 – första världskrigets tredje år i 106 korta kapitel, Natur & Kultur, 2015, ISBN 978-91-27-14054-7
- Jag kommer ihåg, Natur & Kultur, 2016, ISBN 978-91-27-14966-3
- Stridens skönhet och sorg 1917 – första världskrigets fjärde år i 108 korta kapitel, Natur & Kultur, 2017, ISBN 978-91-27-14055-4
- Stridens skönhet och sorg 1918 – första världskrigets femte år i 89 korta kapitel, Natur & Kultur, 2018, ISBN 978-91-27-14056-1
- Söndagsvägen – Berättelsen om ett mord, Natur & Kultur, 2020, ISBN 978-91-27-16002-6
- La svolta. Novembre 1942. I giorni che cambiarono il destino del mondo (Onda nätters drömmar: november 1942 och andra världskrigets vändpunkt i 360 korta kapitel, 2022), trad. di Andrea Mazza, Collana Gli specchi, Venezia, Marsilio, 2022, ISBN 978-88-297-1501-5.